# Helmut Wechselberger
Helmut Wechselberger (ur. 12 lutego 1953 w Jerzens) – austriacki kolarz szosowy, brązowy medalista mistrzostw świata.

## Kariera
Największy sukces w karierze Helmut Wechselberger osiągnął w 1987 roku, kiedy wspólnie z Bernhardem Rassingerem, Mario Traxlem i Johannem Lienhartem zdobył brązowy medal w drużynowej jeździe na czas podczas mistrzostw świata w Villach. Był to jednak jedyny medal wywalczony przez niego na międzynarodowej imprezie tej rangi. Na tych samych mistrzostwach zajął 61. miejsce w wyścigu ze startu wspólnego amatorów, a na rozgrywanych dwa lata wcześniej mistrzostwach świata w Giavera del Montello był dziesiąty w drużynie. W 1984 roku wystąpił na igrzyskach olimpijskich w Los Angeles, gdzie zajął jedenaste miejsce w drużynie, a indywidualnie był piętnasty. Ponadto wygrał między innymi Niederösterreich Rundfahrt w 1979 i 1982 roku, Österreich-Rundfahrt w latach 1982 i 1985, Giro delle Regioni i Niedersachsen Rundfahrt w 1983 roku, wyścig Florencja-Pistoia w 1987 roku oraz Tour de Suisse w 1988 roku. W 1988 roku zajął 23. miejsce w Giro d'Italia, a rok później 37. miejsce w Vuelta a España i 42. miejsce w Tour de France. Pięciokrotnie zdobywał medale mistrzostw kraju, w tym dwa złote.